# División administrativa de Kiev
Las subdivisiones de Kiev, capital de Ucrania, incluyen una división administrativa formal en raiones y otra división informal más detallada de los barrios históricos. En la actualidad, según la reorganización de 2001, Kiev está formada por diez raiones.

## Historia
La primera subdivisión oficial conocida en Kiev se remonta a 1810, cuando la ciudad se dividía en cuatro partes: Pechersk, Starokyiv y la primera y segunda parte de Podil. En 1833-1834, según el decreto del zar Nicolás I, Kiev fue subdividida en seis raiones policiales y, más tarde, se aumentó a diez.
Desde 1917, hubo ocho consejos de los raiones (Duma), que fueron reorganizados por Pavló Skoropadski en 17 raiones. En 1924, los bolcheviques reorganizaron en los seis raiones administrados con subraiones diferentes bajo la administración de Hryhoriy Hrynko. Todos los raiones de la ciudad moderna que comienzan con una letra «D» se encuentran en la orilla izquierda (Este) del Dniéper y, hasta 1927, formaban parte de la Gobernación de Chernígov y Darnytsia fue el primero en ser incorporado dentro de los límites de la ciudad ese año.
Durante la época soviética, como la ciudad se expandía, el número de raiones fue aumentando gradualmente. Los raiones han sido también comúnmente llamados así por los dirigentes del partido soviético y, como la situación política estaba cambiando y algunos líderes fueron anuladas por el otro, los nombres de los raiones también fueron cambiando.
La última reforma raion tuvo lugar en 2001, cuando el número de raiones se ha reducido de 14 a 10. Bajo la alcaldía de Oleksandr Omélchenko (desde 1999 hasta 2006) se produjeron nuevos planes para la fusión de algunos raiones y la revisión de sus límites, por lo que el número total de raiones se había planeado reducir de 10 a 7. Con la elección del nuevo alcalde, Leonid Chernovetskyi, en 2006, se llevaron a cabo estos planes.

## Raiones de Kiev

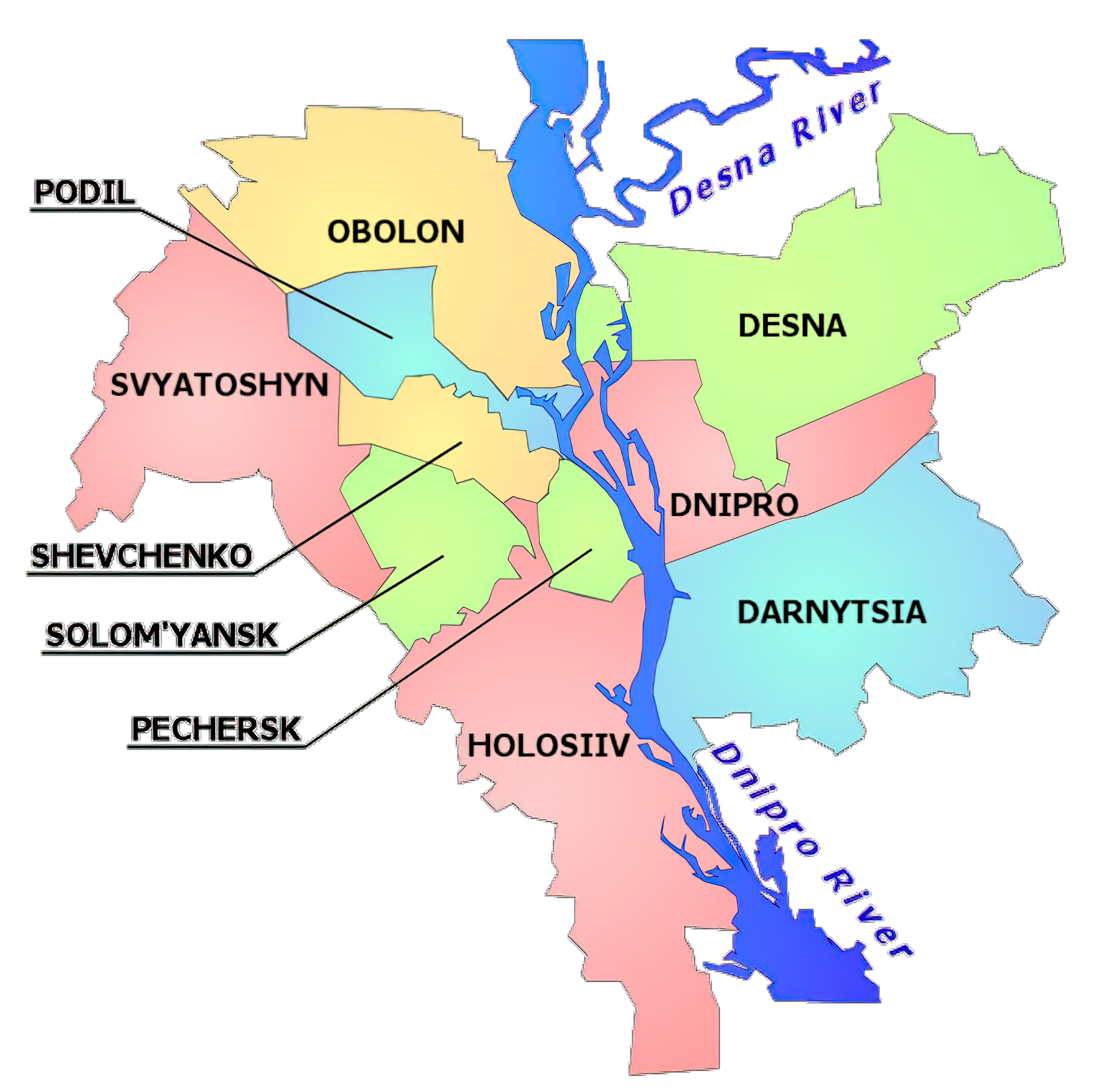
Los diez raiones de Kiev.

Administrativamente, la ciudad se divide en raiones (distritos), que tienen sus propias unidades de gobierno central y local con jurisdicción sobre un ámbito limitado de asuntos.
La última reorganización de raiones en Kiev tuvo lugar en 2001 y actualmente son:
- Raión de Dárnytsia (Дарницький район)
- Raión de Desná (Деснянський район; por el río Desná)
- Raión de Dnipró (Дніпровський район; por el río Dniéper)
- Raión de Holosíiv (Голосіївський район)
- Raión de Obolón (Оболонський район)
- Raión de Pechersk (Печерський район)
- Raión de Podil (Подільський район)
- Raión de Shevchenko (Шевченківський район; por Tarás Shevchenko)
- Raión de Solómianka (Солом’янський район)
- Raión de Sviatoshyn (Святошинський район)